# Tóth József (tanár)
Tóth József (Tengőd, 1826. október 22. – Kecskemét, 1860. október 19.) református főgimnáziumi tanár.

## Élete
Tóth József és Bakonyi Katalin földműves szülők fia. A pápai református főiskolában tanult 1848-ig, midőn honvédnek állott; a 65. zászlóaljnál hadnagy lett és Világostól Pápára ment. A bölcseletet tovább hallgatta Kerkapoly Károlytól; 1851-52-ben Rév-Komáromban Thaly Antal négy fia mellett nevelősködött; ezen idő alatt a jog és teológia egy részéből magánvizsgálatot tett. Nevelősködése után Pápára ment az utolsó évet elvégezni, mikor egyszersmind főiskolai senior is volt. 1853-ban végezvén a seniorságot, két évig mocsoládi, fél évig kőröshegyi segédlelkész volt. 1854 végén hívták gyönki tanárnak, ahol két évet töltött. 1856-tól Kecskeméten bölcselettanár volt, ahol 1860. október 19-én meghalt, éppen midőn a Kecskeméti Protestáns Közlöny szerkesztését átvette volna.
Az irodalomban 1854-ben lépett fel először «Washington Irving» után angolból ford. «Adalékok az indiánok történetéhez» c. (Vasárnapi Ujságban); ugyanakkor a Divatcsarnok hozta: A megtört szív c. beszélyét. A Fördős Lajos által szerkesztett Kecskeméti Prot. Közlönyben (1858-60.) jelentek meg czikkei.
Kéziratban maradt munkái: Logica, Lélektan, Észjog, Természetfilozófia sat., melyek az Új Magyar Athenásban felsorolvák. Mind e kézirati művek testvére Tóth Pál birtokában Szentgyörgyvölgyén (Zala megye) voltak.